# Zenón Quintana
Zenón Quintana (Castillo Siete Villas, 1848-Madrid, 1929) fue un fotógrafo español.

## Biografía

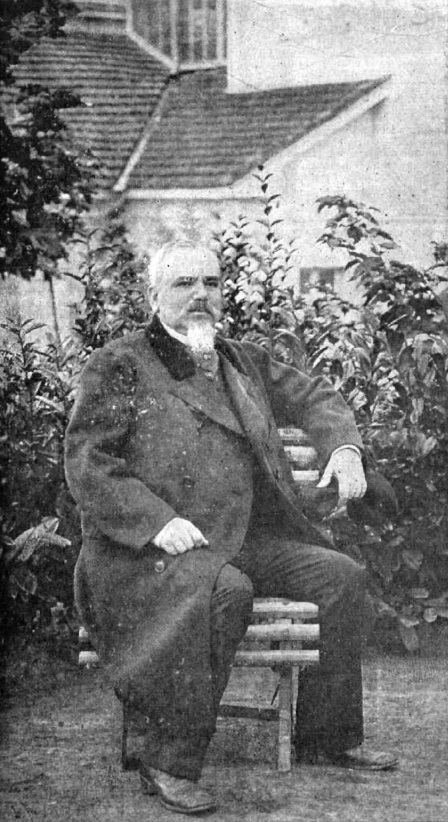
Martínez Campos por Zenón Quintana.

Nacido en 1848 en la localidad de Castillo Siete Villas, perteneciente al municipio de Arnuero, en la  provincia de Santander. Activo en Santander y alrededores, mantuvo a lo largo de su vida amistad con el también fotógrafo Amadeo Courbón, de nacionalidad francesa, con quien trabajó, así como con el escritor José María de Pereda. Falleció en 1929 en la capital, Madrid.